# Chorthippus genheensis
Chorthippus genheensis är en insektsart som beskrevs av Li, B. och X.-c. Yin 1987. Chorthippus genheensis ingår i släktet Chorthippus och familjen gräshoppor. Inga underarter finns listade i Catalogue of Life.